# Petra Schäfer

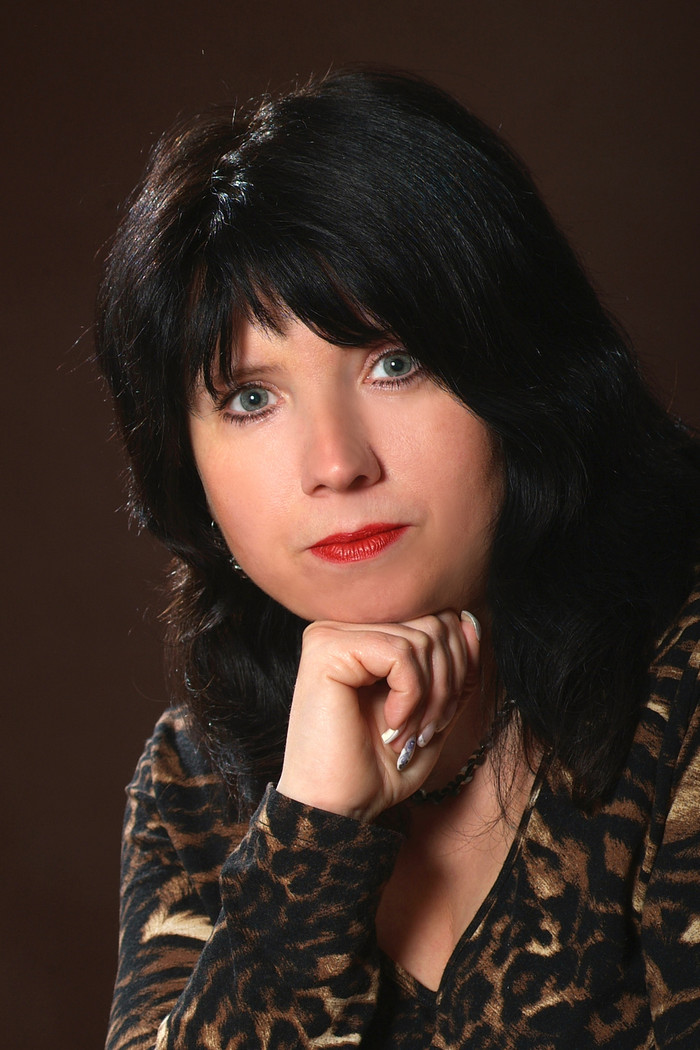
Petra Schäfer (2009)

Petra Schäfer (* 1965 in Mannheim) ist eine deutsche Autorin, die unter den Pseudonymen Kathrin von Potulski, Helen Carter und Cassandra Norton erotische Romane schreibt.

## Leben
Nach einem Studium der Germanistik und Politikwissenschaft an der Universität Mannheim arbeitete sie im Bereich PR und werbliche Kommunikation in Industriebetrieben.
Im Jahr 2015 heiratete sie Thorsten Strakeljahn, mit dem sie 2020 den Verlag Green Eyes Books gründete. Schwerpunkt des Verlags sind die Bereiche History, Thriller, Mystery, Romance.

## Weltbild-Skandal
Petra Schäfer war mit ihrer Romanreihe Anwaltshure Teil des so genannten „Weltbild-Skandals“, bei dem es um den Verkauf erotischer Literatur durch den Weltbild-Verlag ging, der der katholischen Kirche gehörte. Insbesondere die Bücher von Blue Panther Books aus Hamburg, bei dem Romanreihe verlegt wurde, wurden als nicht vereinbar mit den Werten der Kirche gerügt. Im Zuge dieses Skandals wurden die Bücher Schäfers weltweit in Berichten über den Skandal erwähnt. Als Folge sah sich die Deutsche Bischofskonferenz dazu gezwungen, den Verkauf der erotischen Literatur durch den Weltbild-Verlag zu unterbinden.

## Werke
als Kathrin von Potulski
- Amour Fou – Leidenschaft unter zwei Sonnen. Dead Soft Verlag, Metzingen 2009, ISBN 978-3-934442-65-8.

als Helen Carter
- Anwaltshure. Blue Panther Books, Hamburg 2009, ISBN 978-3-940505-30-9.
- Die Anwaltshure 2. Blue Panther Books 2009, Hamburg, ISBN 978-3-940505-32-3.
- Die Anwaltshure 3. Blue Panther Books 2010, Hamburg, ISBN 978-3-940505-47-7.
- Die Anwaltshure 4. Blue Panther Books Hamburg 2011, ISBN 978-3-940505-49-1.
- Rockstar. Blue Panther Books Hamburg 2013, ISBN 978-3-86277-255-1.
- Rockstar 2. Blue Panther Books, Hamburg 2016, ISBN 978-3-862775-73-6.
- Geliebter Gebieter. Blue Panther Books, Hamburg 2018, ISBN 978-3-862773-45-9.
- Anwaltshure 5. Blue Panther Books, Hamburg 2020, ISBN 978-3-964778-80-2.
- Theodora – Die Hure des Herzogs. Blue Panther Books, Hamburg 2021, ISBN 978-3-750715-40-0.
- Die Hure von Paris. Blue Panther Books, Hamburg 2023, ISBN 978-3-750780-79-8.
- Die Hure des Admirals. Blue Panther Books, Hamburg 2024, ISBN 978-3-750780-83-5.

als Cassandra Norton
- Der Geliebte des Grafen. Juicy Books Verlag, Lautertal 2010, ISBN 978-3-942363-01-3.
- Gefährlicher Liebhaber – Jagd auf Jack the Ripper. Juicy Books Verlag, Lautertal 2010, ISBN 978-3-942363-04-4.
- Gefangene des Scheichs. Plaisir D’Amour Verlag, Lautertal 2011, ISBN 978-3-938281-71-0.
- Zur Schau gestellt und benutzt. CS 2012, ISBN 978-1-479119-87-5.
  - Gefangene des Scheichs. Green Eyes Books, Leiningen 2020, ISBN 979-8-572865-45-5.
- In der Gewalt der Banditen. CS 2012, ISBN 978-1-4800-1327-8.
- Die Hure des Highlanders. CS 2012, ISBN 978-1-4792-4230-6.
  - Die Hure des Highlanders. Green Eyes Books, Leiningen 2021, ISBN 978-3-982280-63-9.
- Tod und Leidenschaft. CS 2013, ISBN 978-1-4825-2180-1.
- Sturm der Leidenschaft. CS 2013, ISBN 978-1-4825-1553-4.
- Die Zeitreisende: Aus dem Nichts. Band 1. Green Eyes Books, Leiningen 2021, ISBN 978-3-982280-66-0.

als Elizabeth Bellamy
- Jack the Ripper – Phantom des Grauens. CS 2012.